# Прапор Ямполя (Хмельницька область)
Прапор Ямполя — офіційний символ Ямполя Шепетівського району Хмельницької області, затверджений рішенням сесії селищної ради у травні 2004.

## Опис
Квадратне полотнище, розділене вертикально на червоне та синє поля, у яких по дві жовті зірки у стовп. Знизу проходить горизонтальна зелена смуга (шириною в 1/6 сторони прапора), на якій стоїть в центрі біла Тихомельська вежа.
Автори — Ю.Горбатий, В. М. Джунь.